# 南沼原地区
南沼原地区（みなみぬまはらちく）は、山形県山形市南西部の地区名。
南沼原地区は、南村山郡の南館村、沼木村、吉原村が合併してできた南村山郡南沼原村を基としており、地名は合併した3村による合成地名による。

## 地理
山形市市街地の南西部に隣接し、地区の西と南は須川沿岸までを範囲とする。扇状地の扇端にあたり、伏流水が自噴する水の豊かな場所だが、表層水は少なく農業用水として利用しにいため、多くの井戸が掘られた。また、比較的低地にあることや、須川と犬川の合流地点にあたるため、水害の危険性がある。山形市の洪水ハザードマップでも、水害の注意箇所とされている。
- 山　：富神山
- 河川：須川、犬川

## 歴史
条里制の遺構が見つかるなど古くから人が住んでいた。
江戸時代、南館村は山形藩領に、沼木村と吉原村は堀田領（佐倉藩）飛び地として、柏倉陣屋に属した。
1889年に、南村山郡の南館村、沼木村、吉原村が合併してできた南村山郡南沼原村となった。農業を主とする地域だったが、1954年、隣接する山形市に編入され、以後、立地条件が山形市街地に近いことから急速に都市化が進んだ。1970年代半ば頃から宅地化が進み、国道348号の沿線はロードサイド店が建ち並ぶようになった。近年では、吉原土地区画整理事業により、郊外に大型のショッピングセンターが立地するなどし、付近沿線に郊外型のロードサイド店が再び増加しつつある。
- 1873年（明治6年）
沼木小学校創立。
- 1874年（明治7年）
南館小学校創立。
- 1887年（明治20年）
南館小学校、沼木小学校が、それぞれ南館尋常小学校、沼木尋常小学校となる。
- 1889年（明治22年）
南館村、沼木村、吉原村が合併して南村山郡南沼原村誕生。
- 1901年（明治34年）
南館尋常小学校に、南沼原高等小学校が付設された。（翌1902年、暴風雨により全壊）
- 1904年（明治37年）
南館尋常小学校、沼木尋常小学校が合併し、南沼原尋常高等小学校創立。
- 1947年（昭和22年）
南沼原中学校が、南沼原小学校に併設。
- 1954年（昭和29年）
南沼原村が山形市に編入。
- 1958年（昭和33年）
南沼原中学校が、山形市立第三中学校に統合され、南沼原分校となる。
- 1983年（昭和58年）
山形市立第十中学校が若宮に新設。
沼木に沼木パークタウン造成。
- 1998年（平成10年）
南館西区画整理事業開始。

## 交通
- 一般国道
  - 国道348号
- 主要地方道
  - 山形県道5号山形南陽線
  - 山形県道17号山形白鷹線
  - 山形県道51号山形上山線

### 街道
江戸時代には、山形藩と周辺の地を結ぶ多くの街道が整備された。現在では、主要地方道などに面影を残している。南沼原地区では、山形城の南西側に位置し、3つの街道が集まり賑わっていた。
- 羽州街道
福島県で奥州街道から分岐し、宮城県刈田郡七ヶ宿町、金山峠を越え、上山市、山形市、天童市、新庄市を通過し、雄勝峠を越え、秋田県、青森県に到る。現在の国道13号に相当する。
国道13号が、産業通り、山形バイパスとより東よりに経路を変えたため、南沼原地区の吉原、南館を通過する部分は、現在の山形県道51号山形上山線にほぼ相当する。
- 狐越街道
山形市上町で羽州街道から分岐し、沼木、白鷹山の狐越峠を越え、西置賜郡白鷹町荒砥に到る。
南沼原地区の沼木通過部分は、沼木街道とも呼ばれる。現在の山形県道17号山形白鷹線に相当するが、一部バイパス化されたため、経路としては、同じ道路の旧道部分にあてはまる。
- 小滝街道
山形市南館で羽州街道から分岐し、山形市前明石、二位田、小滝峠を越えて、南陽市金山、宮内を通過し、米沢街道に合流する。山形市長谷堂を経由するため、長谷堂街道とも呼ばれた。国道348号に昇格した。
南沼原地区では、国道348号と、それに重複する山形県道5号山形南陽線が、ほぼ同じ経路を辿る。

## 地域
- 南館
  - 山形市医師会検診センター
- 富の中
  - 山形市立南沼原小学校
- 松栄
  - 山形県工業技術センター
  - 山形県高度技術研究開発センター
  - 山形県立産業技術短期大学校
  - 山形県立山形職業能力開発専門校
  - アルカディアソフトパーク
- 沼木
  - 沼木パークタウン・第2パークタウン、西部運動公園
- 吉原
  - 吉原区画整理事業地内
    - イオンモール山形南
- 若宮
  - 山形市立第十中学校

　深町

## 文化
- 沼木の田植え踊り
明治期に隣村の柏倉村から伝来したと伝えられる。雨乞いの為に踊られた。保存会がつくられ、例年4月29日に地区内の神社で演じられる。